# 中川晃教
中川 晃教（なかがわ あきのり、1982年11月5日 - ）は、日本のシンガーソングライター、俳優。宮城県仙台市出身。サイバー大学卒業。

## 来歴
小学生時代から作曲を始め、地元の学校に通いながら音楽活動を続ける。東北高等学校を経て、東北文化学園大学へ入学。サイバー大学IT総合学部卒業。高校在学中、地元のテレビ局でとり上げられ、徳間ジャパンのプロデューサーの目にとまり、2001年8月1日自身が作詞作曲をした「I WILL GET YOUR KISS」でデビュー（2006年に独立）。同曲はTBS系ドラマ『マリア』の主題歌 に使用されスマッシュヒット、第34回日本有線大賞新人賞 を受賞する。同年発売された2ndシングル「I say good-bye」もテレビ朝日系ドラマ『最後の家族』主題歌に使用された。
2002年、日本初演となるミュージカル『モーツァルト!』の主演に抜擢される。初舞台で数々の賞を受賞するという前例のない快挙を成し遂げた。
宮城県より「みやぎ夢大使」、気仙沼市より「リアスさんりく気仙沼大使」に任命。
2004年、1stアルバム「中川晃教」が台湾でリリースされCDデビュー。自身の楽曲を使用した初のLIVE ACT「himself」 を上演。劇団☆新感線・初の本格的ロックミュージカル『SHIROH』に神の声をもつ少年シロー役で主演を務める。
2005年、台湾で初のコンサートをRed Play Houseにて行う。
2006年、マイケル・ナイマン率いるマイケル・ナイマン・バンドの来日コンサートにゲスト出演。吉村作治の早大エジプト発掘40年展のオフィシャルテーマソング「BLUE DREAM」を書き下ろす。音楽・演出を手掛けたLIVE ACT第二弾『BLUE DREAM』を上演。
2007年、蜷川幸雄演出の舞台『エレンディラ』にウリセス役で主演を務める。日本版として初舞台化されたロックオペラ『Tommy』に主演。
2008年、ファッションと80年代の音楽をイメージした『SHAMPOO』、アコースティックなサウンドを確立した『BOB』、物語とライブ感を重視した『SKIN』の3つの音楽プロジェクトを立ち上げ、コンサートツアーを行う。SHAMPOOはテクノポップ、BOBはアコースティック、SKINはロック。2009年、ピアノ・ヴァイオリン・アコースティック・ギターによる初のクラシックホールでのアンプラグド・コンサートを行う。舞台『女信長』に明智光秀役として出演。劇中歌である「明智光秀のテーマ」、「愛に生きる」、「女信長のテーマ〜Desert Rose」の作詞・作曲を手掛ける。NHK金曜ドラマ『コンカツ・リカツ』でTVドラマに初出演。同年、NHK大河ドラマ『天地人』で徳川秀忠役を演じる。
2010年、新潮劇院の京劇公演『孫悟空vs孫悟空』の三蔵法師役に抜擢され、中国人京劇俳優に交じり京劇に初出演。地球ゴージャスのプロデュース公演『X day』に出演。『SAMURAI 7』に初の悪役となる天主ウキョウ役で出演。12月、ミュージカル映画『The Wiz』の世界を表現するコンサートに挑戦。ピアノの演奏に乗せて数々の役を一人で歌い演じる。
2011年、「2010台北国際花博覧会」で、台湾で注目されているデザイナーJasper Huang（黃嘉祥）が手掛ける『遠東流行館「花の新しいファッションショー」』の音楽制作を担当する。
2012年、トルコ行進曲、白鳥の湖、運命など、クラシックのアレンジを中心としたライブ・アルバム『POPSSIC』をリリース。
2016年、約10年ぶりとなるスタジオ・アルバム『decade』をリリース。
2017年、ミュージカル『ジャージー・ボーイズ』のフランキー・ヴァリ役で、第24回読売演劇大賞最優秀男優賞並びに第42回菊田一夫演劇賞を受賞する。
2021年3月19日（ミュージックの日）、一般女性と結婚した。

## ディスコグラフィー

### スタジオ・アルバム
| 年   | タイトル | 発売日        |
| ---- | -------- | ------------- |
| 2001 | 中川晃教 | 2001年12月5日 |
| 2004 | himself  | 2004年3月17日 |
| 2005 | オアシス | 2005年5月25日 |
| 2005 | 砂漠     | 2005年6月22日 |
| 2016 | decade   | 2016年3月9日  |

### ライブ・アルバム
| 年   | タイトル                                                                                     | 発売日         |
| ---- | -------------------------------------------------------------------------------------------- | -------------- |
| 2009 | THE LIFE IS CONTACT （公式ファンクラブ取扱）                                                 | 2009年10月20日 |
| 2009 | プラグレスコンサート2009 （公式ファンクラブ取扱）                                            | 2010年7月––日  |
| 2012 | AKINORI NAKAGAWA CONCERT 2012 "POPSSIC"                                                      | 2012年12月28日 |
| 2013 | AKINORI NAKAGAWA’s”THE WIZ                                                                   | 2013年10月23日 |
| 2015 | I Sing 2015 -Versus Guitar & Percussion-                                                     | 2015年12月18日 |
| 2016 | 中川晃教デビュー15周年記念プレミアム・コンサート with 東京シティ・フィルハーモニック管弦楽団 | 2016年11月9日  |
| 2019 | 中川晃教 弾き語りコンサート2016 in Hakuju Hall                                               | 2019年2月20日  |

### ベスト・アルバム
| 年   | タイトル                   | 発売日        |
| ---- | -------------------------- | ------------- |
| 2006 | Akinori Nakagawa 2001-2005 | 2006年2月22日 |

### シングル
| 年   | タイトル             | 発売日         |
| ---- | -------------------- | -------------- |
| 2001 | I WILL GET YOUR KISS | 2001年8月1日   |
| 2001 | I say good-bye       | 2001年11月7日  |
| 2002 | White Shiny Street   | 2002年5月29日  |
| 2004 | マタドール           | 2004年1月7日   |
| 2005 | セルの恋             | 2005年8月17日  |
| 2007 | 終らないクリスマス   | 2007年11月21日 |

### 映像（ライブDVD）作品
| 年   | タイトル                                                                          | 発売日        |
| ---- | --------------------------------------------------------------------------------- | ------------- |
| 2004 | AKINORI NAKAGAWA CONCERT 2003 MATADOR 〜闘牛士〜                                  | 2004年7月28日 |
| 2007 | 進化論〜中川晃教LIVE ACTシリーズ DVD-BOX                                          | 2007年6月20日 |
| 2010 | SKIN VS SHAMPOO （公式ファンクラブ取扱）                                          | 2010年7月20日 |
| 2010 | 終らないクリスマス （公式ファンクラブ取扱）                                       | 2010年8月20日 |
| 2010 | 音楽が消えることのないDANCE FLOOR （公式ファンクラブ取扱）                        | 2010年9月20日 |
| 2010 | 音楽が消えることのないDANCE FLOOR LIVE DVD AKASAKA BLITZ （公式ファンクラブ取扱） | 2010年12月8日 |
| 2012 | 中川晃教コンサート2011 The 10th anniversary "White"                               | 2012年5月––日 |
| 2014 | 中川晃教コンサート2013 「I Sing」                                                 | 2014年9月26日 |

### 舞台DVD
| 年   | タイトル                                      | 発売日         |
| ---- | --------------------------------------------- | -------------- |
| 2005 | SHIROH                                        | 2005年10月6日  |
| 2007 | キャンディード                                | 2007年11月30日 |
| 2011 | SAMURAI 7                                     | 2011年4月6日   |
| 2011 | X day                                         | 2011年5月13日  |
| 2012 | 銀河英雄伝説 第二章 自由惑星同盟篇            | 2012年7月20日  |
| 2012 | 銀河英雄伝説 撃墜王篇                         | 2012年11月2日  |
| 2013 | ゲゲゲのげ〜逢魔が時に揺れるブランコ          | 2013年8月20日  |
| 2013 | 銀河英雄伝説 第三章 内乱                      | 2013年10月9日  |
| 2014 | 銀河英雄伝説 第四章 後篇 激突                 | 2014年7月9日   |
| 2015 | 特別公演 銀河英雄伝説 星々の軌跡              | 2015年10月14日 |
| 2016 | DNA-SHARAKU                                   | 2016年11月16日 |
| 2018 | 舞台「銀河鉄道999」〜GALAXY OPERA〜           | 2018年12月19日 |
| 2019 | 舞台「銀河鉄道999」さよならメーテル〜僕の永遠 | 2019年9月27日  |
| 2020 | フランケンシュタイン 中川・加藤 ver.          | 2020年9月18日  |

### 舞台CD
| 年   | タイトル                                                                                 | 発売日         | 備考                                                               |
| ---- | ---------------------------------------------------------------------------------------- | -------------- | ------------------------------------------------------------------ |
| 2002 | モーツァルト! 日本初演ライヴ録音盤 （廃盤）                                              | 2002年––月––日 |                                                                    |
| 2005 | SHIROH〜LIVE （廃盤）                                                                    | 2005年1月8日   |                                                                    |
| 2005 | モーツァルト! ハイライト・スタジオ録音盤                                                 | 2005年12月1日  |                                                                    |
| 2016 | 森雪之丞原色大百科（完全生産限定盤）                                                     | 2016年5月25日  | DISC7 19曲目「Dinosaur in my heart」（「ソング・ライターズ」より） |
| 2019 | ジャージー・ボーイズ （チームWHITE／チームBLUE） 2018年キャスト ハイライト・ライヴ録音盤 | 2019年11月11日 |                                                                    |
| 2020 | 新作ミュージカル「怪人と探偵」 サウンドトラック                                          | 2020年5月1日   | 2019年公演のライヴ音源                                             |

### 参加作品
| 年   | タイトル     | 発売日        | 備考                           |
| ---- | ------------ | ------------- | ------------------------------ |
| 2025 | 雨が止んだら | 2025年5月28日 | 日比谷ブロードウェイのシングル |

## ライブ・コンサートツアー
| 年 | タイトル | 公演回数 |
| --- | --- | -------- |
| 2003 | 中川晃教FIRST LIVE2003 TOUR                                                                                           | 3        |
| 4月10日 渋谷CLUB QUATTRO（東京）、5月15日 心斎橋CLUB QUATTRO（大阪）                                                                                   | |          |
| 2003 | Street Club Zone 2nd “It’s SHOW TIME”                                                                                 | 2        |
| 7月29日 リーガロイヤルホテル（大阪）、7月31日 グランドプリンスホテル赤坂（東京）                                                                       | |          |
| 2003 | AKINORI NAKAGAWA CONCERT 2003 MATADOR 〜闘牛士〜                                                                      | 1        |
| 12月20日 中野サンプラザ（東京） | |          |
| 2005 | TAIPEI FIRST LIVE | 1        |
| 1月29日 Red Play House(台湾) | |          |
| 2005 | 中川晃教 ライブツアー CODE : 2005 砂漠/オアシス                                                                       | 4        |
| 12月19日 12月20日 渋谷CLUB QUATTRO（東京）、12月22日 福岡DRUM Be-1（福岡）、12月23日 心斎橋CLUB QUATTRO（大阪）                                        | |          |
| 2006 | LIVE ACT 「BLUE DREAM」                                                                                               | 9        |
| 11月22日-11月26日 世田谷パブリックシアター（東京）、12月11日 中日劇場（愛知）、12月12日 12月13日 新神戸オリエンタル劇場（兵庫）                        | |          |
| 2007 | ルカス・ペルマン × 中川晃教コンサート〜美しい男には毒がある〜                                                         | 3        |
| 5月30日 5月31日 シアター・ドラマシティ（大阪）、6月8日 渋谷公会堂（東京）                                                                              | |          |
| 2008 | 中川晃教コンサート2008〜終らないクリスマス〜                                                                          | 6        |
| 3月13日 3月14日 中野サンプラザ（東京）、3月24日 3月25日 大阪厚生年金会館（大阪）、3月27日 3月28日 愛知厚生年金会館（愛知）                             | |          |
| 2008 | SHAMPOO | 3        |
| 6月17日 6月18日 STB139（東京）、10月5日 原宿クエストホール（東京）                                                                                     | |          |
| 2008 | BOB | 3        |
| 9月21日 STB139（東京）、10月4日 原宿クエストホール（東京）、11月8日 池袋アムラックスホール（東京）                                                     | |          |
| 2008 | 中川晃教ライブツアー2008〜SKIN                                                                                        | 4        |
| 11月18日 名古屋ell.FITS ALL（愛知）、11月19日 11月20日 大阪Knave（大阪）、12月9日 赤坂BLITZ（東京）                                                    | |          |
| 2009 | 中川晃教コンサート2009〜THE LIFE IS CONTACT〜                                                                         | 1        |
| 4月26日 赤坂BLITZ（東京） | |          |
| 2009 | HOUSE! | 2        |
| 9月6日 STB139（東京） | |          |
| 2009 | 中川晃教プラグレスコンサート                                                                                          | 4        |
| 11月20日 11月21日 12月26日 Hakuju Hall（東京） | |          |
| 2010 | Tea 4 every 1 | 2        |
| 2月7日 STB139（東京） | |          |
| 2010 | 東京文化会館 ポピュラーウィーク2010 「中川晃教 Voice〜Acoustic Night〜」                                              | 1        |
| 2月25日 東京文化会館（東京） | |          |
| 2010 | 「中川晃教MEETS青山学院」〜Singing in a Campus might Catch Your Soul〜                                                | 1        |
| 3月13日 青山学院大学ガウチャー記念礼拝堂（東京） | |          |
| 2010 | コウ・ケンテツ × 中川晃教 生きるレシピ                                                                                | 2        |
| 3月20日 STB139（東京） | |          |
| 2010 | ソウルメイツ・チャリティコンサート                                                                                    | 1        |
| 5月9日 日経ホール（東京） | |          |
| 2010 | 中川晃教CONCERT2010「音楽が消えることのないDANCE FLOOR」                                                              | 6        |
| 5月15日 SHIBUYA-AX（東京）、10月11日 赤坂BLITZ（東京）、10月21日 名古屋ブルーノート（愛知）、10月22日 Billboard LIVE大阪（大阪）                       | |          |
| 2010 | 中川晃教コンサート2010 HAKUJU HALL                                                                                    | 1        |
| 12月24日 Hakuju Hall（東京） | |          |
| 2011 | 東京文化会館 ポピュラーウィーク2011                                                                                   | 1        |
| 2月17日 東京文化会館（東京） | |          |
| 2011 | 中川晃教LIVE 2011 | 6        |
| 2月23日 Cotton Club（東京）、4月28日 名古屋ブルーノート（愛知）、4月30日 Billboard LIVE大阪（大阪）                                                    | |          |
| 2011 | 東日本大震災復興支援ライブ 「中川晃教—LOVE for JAPAN—」                                                               | 2        |
| 5月1日 Cotton Club（東京） | |          |
| 2011 | 中川晃教コンサート2011 The 10th anniversary "Yellow", "Black", "White"                                                | 3        |
| 9月9日 シアターBRAVA!、9月10日 9月11日 赤坂BLITZ（東京）                                                                                               | |          |
| 2011 | 中川晃教コンサート2011 終らないクリスマス                                                                             | 2        |
| 12月22日 Billboard LIVE 大阪（大阪） | |          |
| 2011 | 中川晃教コンサート2011 HAKUJU HALL 「THE WIZ」                                                                        | 4        |
| 12月24日 12月26日 Hakuju Hall（東京） | |          |
| 2012 | 東京文化会館 ポピュラーウィーク2012                                                                                   | 1        |
| 2月16日 東京文化会館（東京） | |          |
| 2012 | 中川晃教コンサート2012 in HAKUJU HALL                                                                                 | 2        |
| 3月17日 Hakuju Hall（東京） | |          |
| 2012 | 中川晃教ライブ2012 名古屋ブルーノート                                                                                 | 2        |
| 5月26日 名古屋ブルーノート（愛知） | |          |
| 2012 | 中川晃教 LIVE 2012 in OSAKA 〜PopChic〜                                                                               | 2        |
| 8月18日 Billboard LIVE大阪（大阪） | |          |
| 2012 | ちんじゅの森コンサート2012                                                                                            | 1        |
| 9月2日 明治神宮内 森の中の特設ステージ（東京） | |          |
| 2012 | 中川晃教コンサート2012 in HAKUJU HALL vol.2                                                                           | 4        |
| 9月22日 9月23日 Hakuju Hall（東京） | |          |
| 2012 | ソウルメイツ・チャリティコンサート                                                                                    | 1        |
| 10月6日 日本橋三井ホール（東京） | |          |
| 2012 | 中川晃教コンサート2012 HAKUJU HALL 「AKINORI NAKAGAWA's THE WIZ」                                                     | 2        |
| 12月28日 Hakuju Hall（東京） | |          |
| 2013 | ハハ（郡 愛子）とアキボン（中川晃教）のワンダフル・コンサート                                                         | 1        |
| 3月9日 川口総合文化センター（埼玉） | |          |
| 2013 | 中川晃教コンサート2013「I SING」                                                                                      | 2        |
| 5月31日 6月2日 シアターコクーン（東京） | |          |
| 2013 | 中川晃教コンサート POPSSIC                                                                                            | 1        |
| 9月7日 船橋きららホール（千葉） | |          |
| 2013 | 中川晃教コンサート2013「I Sing〜Be Happy〜」                                                                          | 3        |
| 12月27日〜29日 銀河劇場（東京） | |          |
| 2014 | 中川晃教 LIVE 2014 in OSAKA                                                                                           | 2        |
| 3月15日 Billboard Live OSAKA（大阪） | |          |
| 2014 | 中川晃教コンサート2014「I Sing with strings ！」                                                                      | 1        |
| 5月10日 東京オペラシティ（東京） | |          |
| 2014 | 中川晃教コンサート2014「I Sing Believe in ！」                                                                        | 1        |
| 09月26日 東京国際フォーラム（東京） | |          |
| 2014 | 岩谷時子メモリアルコンサート 〜愛の讃歌〜                                                                             | 1        |
| 9月30日 NHKホール（東京） | |          |
| 2014 | 銀河英雄伝説コンサート 〜星々の詩〜                                                                                   | 1        |
| 10月5日Bunkamuraオーチャードホール（東京） | |          |
| 2014 | 中川晃教コンサート2014「AKINORI NAKAGAWA's THE WIZ」                                                                  | 2        |
| 12月25日 12月26日 HAKUJU HALL（東京） | |          |
| 2015 | 中川晃教コンサート2015「I SING〜Versus〜」                                                                            | 3        |
| 1月16日〜18日 日本橋三井ホール（東京） | |          |
| 2015 | 中川晃教 LIVE 2015 in OSAKA                                                                                           | 2        |
| 1月29日 Billboard Live OSAKA（大阪） | |          |
| 2015 | 中川晃教 LIVE 2015 in NAGOYA                                                                                          | 2        |
| 1月30日 名古屋ブルーノート（愛知） | |          |
| 2015 | ミュージカル・ミーツ・シンフォニー2015                                                                                | 3        |
| 5月2日 5月3日 東京芸術劇場 コンサートホール（東京） | |          |
| 2015 | Music is Beautiful 中川晃教 meets 小沼ようすけ POPJAZZ                                                                | 1        |
| 6月29日 渋谷区文化総合センター大和田さくらホール（東京）                                                                                               | |          |
| 2015 | AKINORI NAKAGAWA' S THE WIZ 中川晃教コンサート2015                                                                    | 1        |
| 8月22日 豊明市文化会館 大ホール（愛知） | |          |
| 2016 | 中嶋朋子が誘う音楽劇紀行 第一夜                                                                                       | 2        |
| 5月11日 Hakuju Hall（東京） | |          |
| 2016 | 中川晃教 LIVE 2016 in OSAKA                                                                                           | 2        |
| 5月18日 Billboard Live OSAKA（大阪） | |          |
| 2016 | 中川晃教 LIVE 2016 in NAGOYA                                                                                          | 2        |
| 5月19日 名古屋ブルーノート（愛知） | |          |
| 2016 | The SOUND of SHIMAKEN 〜66th Anniversary Concert on 6.6                                                               | 1        |
| 6月6日 東京芸術劇場コンサートホール（東京） | |          |
| 2016 | 中川晃教デビュー15周年記念プレミアム・コンサート with 東京シティ・フィルハーモニック管弦楽団                          | 1        |
| 8月8日 サントリーホール 大ホール（東京） | |          |
| 2016 | 中川晃教 弾き語りコンサート2016HAKUJU HALL                                                                            | 2        |
| 8月26日 8月28日 HAKUJU HALL（東京） | |          |
| 2016 | 中川晃教 15th Anniversary Live I Sing 〜Crystal〜                                                                     | 1        |
| 9月18日 東京国際フォーラム ホールC（東京） | |          |
| 2016 | 取手JAZZ DAYz! 2016 「中川晃教 meets 小沼ようすけ 〜Music is free〜」                                                 | 1        |
| 10月1日 取手市民会館大ホール（茨城） | |          |
| 2016 | 岩谷時子メモリアルコンサート〜Forever〜                                                                               | 2        |
| 11月9日 中野サンプラザ（東京） | |          |
| 2016 | ラミン・ミュージカル・コンサート                                                                                      | 2        |
| 12月13日 Bunkamuraオーチャードホール（東京） | |          |
| 2017 | 中川晃教 Symphonic Night with Love                                                                                    | 1        |
| 3月14日 紀尾井ホール（東京） | |          |
| 2017 | 中川晃教 meets 小沼ようすけ 〜music is wonderful〜 HAKUJU HALL                                                        | 2        |
| 5月20日 HAKUJU HALL（東京） | |          |
| 2017 | オリンピックコンサート2017                                                                                            | 1        |
| 6月9日 東京国際フォーラム ホールＡ（東京） | |          |
| 2017 | 一路真輝35th Concert                                                                                                  | 2        |
| 9月9日 シアタークリエ（東京）※ゲスト出演 | |          |
| 2017 | 岡本知高Concerto del Sopranista 2017-2018                                                                             | 2        |
| 9月17日 東京オペラシティコンサートホール（東京）※ゲスト出演                                                                                            | |          |
| 2017 | 中川晃教コンサート2017 〜Seasons of love〜                                                                            | 6        |
| 9月14日 中日劇場（名古屋）、9月24日 新歌舞伎座（大阪）、10月1日 明治座（東京）                                                                         | |          |
| 2017 | ソング＆ダンス・オブ・ブロードウェイ                                                                                  | 1        |
| 10月7日 東急シアターオーブ（東京） ※ゲスト出演 | |          |
| 2017 | 中川晃教 コンサート 2017「I Sing 〜time to come〜」                                                                   | 2        |
| 11月4日 11月5日 新国立劇場 中劇場（東京） | |          |
| 2017 | 岩谷時子メモリアルコンサート〜Forever〜Vol.2                                                                          | 2        |
| 11月7日 中野サンプラザ（東京） | |          |
| 2017 | 中川晃教シンフォニックコンサート                                                                                      | 2        |
| 11月12日 豊中市立文化芸術センター 大ホール（大阪） | |          |
| 2017 | 中川晃教コンサート at 東京文化会館 2017                                                                               | 1        |
| 11月17日 東京文化会館 小ホール（東京） | |          |
| 2017 | ミッキー吉野×中川晃教 スペシャルライブ in 八ヶ岳高原音楽堂                                                            | 1        |
| 11月25日 八ヶ岳高原音楽堂（長野） | |          |
| 2017 | 知念里奈デビュー20周年記念コンサート                                                                                  | 2        |
| 11月30日 東京国立博物館 平成館大講堂（東京） | |          |
| 2017 | 中川晃教Symphonic Concert Holy Night 2017                                                                             | 3        |
| 12月20日 高知県立県民文化ホール オレンジホール（高知）、12月22日 神戸国際会館 こくさいホール（兵庫）、12月24日 ロームシアター京都 メインホール（京都） | |          |
| 2018 | 直木賞・本屋大賞受賞 恩田陸「蜜蜂と遠雷」より 「蜜蜂と遠雷」リーディング・オーケストラコンサート 〜コトダマの音楽会〜 | 1        |
| 1月28日 森ノ宮ピロティホール（大阪） | |          |
| 2019 | Brand New Musical Concert 2019                                                                                        | 3        |
| 8月10 - 11日 東京オペラシティ コンサートホール（東京）                                                                                                 | |          |
| 2020 | 井上芳雄＆中川晃教 僕らこそミュージック                                                                               | 4        |
| 9月23日 帝国劇場（東京）、12月9日 - 10日 博多座（福岡）                                                                                                | |          |
| 2020 | SONIM's 20th ANNIVERSARY LIVE 『Cheers.』                                                                             | 1        |
| 10月18日 日本橋三井ホール（東京） ※ゲスト出演 | |          |
| 2020 | Brand New Musical Concert 2020 〜extra edition〜                                                                      | 1        |
| 11月29日 東京オペラシティ コンサートホール（東京） | |          |
| 2020 | 中川晃教アコースティック・ライブ2020                                                                                  | 4        |
| 12月5 - 6日 八ヶ岳高原音楽堂（長野） | |          |
| 2020 | AKINORI NAKAGAWA's 『THE WIZ』                                                                                        | 5        |
| 12月24 - 26日 HAKUJU HALL（東京） | |          |
| 2021 | Brand New Musical Concert 2021〜extra edition〜                                                                       | 2        |
| 2月14日 愛知県芸術劇場 コンサートホール（愛知）、2月20日 神戸国際会館 こくさいホール（兵庫）                                                           | |          |
| 2021 | 中川晃教 20th ANNIVERSARY CONCERT                                                                                     | 3        |
| 8月7 - 8日 シアタークリエ（東京） | |          |
| 2021 | 中川晃教コンサート 2021 20th Anniversary Musical Season                                                               | 1        |
| 8月9日 東京オペラシティ コンサートホール（東京） | |          |
| 2021 | 中川晃教コンサート 2021 20th Anniversary Celebration of Music                                                         | 1        |
| 8月21日 東京オペラシティ コンサートホール（東京） | |          |
| 2021 | 中川晃教 MUSICAL WEEK 2021                                                                                            | 5        |
| 10月13日田代万里生、14日昆夏美、15日藤岡正明、16 - 17日加藤和樹 出演、八ヶ岳音楽堂（長野）                                                             | |          |
| 2021 | 僕たちの冒険 〜LOVE SONGSを探してⅡ〜                                                                                  | 2        |
| 11月3 - 4日 新歌舞伎座（大阪） | |          |
| 2021 | Brand New Musical Concert 2021                                                                                        | 1        |
| 11月6日 東京オペラシティ コンサートホール（東京） | |          |
| 2024 | Brand New Musical Concert 2024 〜Merry Christmas!〜                                                                   | 1        |
| 12月24日 東京オペラシティ コンサートホール（東京） | |          |
| 2025 | Brand New Musical Concert 2025 TOKYO!                                                                                 | 1        |
| 6月7日 - 8日 東京オペラシティ コンサートホール（東京）                                                                                                 | |          |

## 出演

### 舞台
| 年   | タイトル                                                                           | 役                                                | 演出                                                       | 備考 |
| ---- | ---------------------------------------------------------------------------------- | ------------------------------------------------- | ---------------------------------------------------------- | --- |
| 2002 | モーツァルト!                                                                      | モーツァルト（主演）                              | 小池修一郎                                                 | 日本初演、井上芳雄とWキャスト |
| 2003 | PURE LOVE                                                                          | 純（主演）                                        | 小池修一郎                                                 | |
| 2004 | キャンディード                                                                     | キャンディード（主演）                            | 宮本亜門                                                   | |
| 2004 | himself                                                                            | ハムレット（主演）                                | グレッグ・デール                                           | |
| 2004 | SHIROH                                                                             | シロー（主演）                                    | いのうえひでのり                                           | 劇団☆新感線初のロック・ミュージカル作品、上川隆也とW主演 |
| 2005 | モーツァルト!                                                                      | モーツァルト（主演）                              | 小池修一郎                                                 | 再演、井上芳雄とWキャスト |
| 2006 | OUR HOUSE                                                                          | ジョー（主演）                                    | G2                                                         | |
| 2007 | The Who's Tommy                                                                    | トミー・ウォーカー（主演）                        | いのうえひでのり                                           | |
| 2007 | エレンディラ                                                                       | ウリセス（主演）                                  | 蜷川幸雄                                                   | |
| 2007 | モーツァルト!                                                                      | モーツァルト（主演）                              | 小池修一郎                                                 | 再演、井上芳雄とWキャスト |
| 2008 | LOVE LETTERS                                                                       | アンディ                                          | 青井陽治                                                   | 朗読劇、メリッサ役 神田沙也加 |
| 2009 | SUPER MONKEY                                                                       | 孫悟空（主演）                                    | 林永彪                                                     | 公演中止 |
| 2009 | ACCIDENTS                                                                          |                                                   | 石丸さち子                                                 | 3rd accident「銃声」に出演、公演中止となった「SUPER MONKEY」出演予定者による短篇オムニバス作品 |
| 2009 | MISSING BOYs〜僕が僕であるために〜                                                 |                                                   | 鈴木勝秀                                                   | ゲスト出演 |
| 2009 | 女信長                                                                             | 明智光秀                                          | 岡村俊一                                                   | 劇中歌を作詞・作曲 |
| 2009 | 7Days Judgement -死神の精度-                                                       | 阿久津伸二                                        | 和田憲明                                                   | |
| 2010 | 孫悟空 vs 孫悟空                                                                   | 三蔵法師                                          | 張春祥                                                     | 京劇、5月29日のみ出演 |
| 2010 | 私の頭の中の消しゴム                                                               | 高原浩介                                          | 岡本貴也                                                   | 朗読劇、薫役 坂本真綾 |
| 2010 | X day                                                                              | 聖児                                              | 岸谷五朗                                                   | 地球ゴージャスプロデュース公演 |
| 2010 | SAMURAI 7                                                                          | ウキョウ                                          | 岡村俊一                                                   | 自身初の悪役 |
| 2010 | LOVE LETTERS                                                                       | アンディ                                          | 青井陽治                                                   | 朗読劇、メリッサ役 神田沙也加 |
| 2011 | SHOW-ism II Underground Parade                                                     | D.D.（主演）                                      | 小林香                                                     | |
| 2011 | 私の頭の中の消しゴム                                                               | 高原浩介                                          | 岡本貴也                                                   | 朗読劇、薫役 村川絵梨 |
| 2011 | 風を結んで                                                                         | 片山平吾（主演）                                  | 謝珠栄                                                     | |
| 2011 | ゲゲゲのげ〜逢魔が時に揺れるブランコ                                               | 鬼太郎（主演）                                    | 渡辺えり                                                   | |
| 2011 | I LOVE YOU, YOU'RE PERFECT, NOW CHANGE                                             |                                                   | ジョエル・ビショッフ                                       | 米倉利紀、神田沙也加、白羽ゆりと4人で様々な役を演じる |
| 2011 | 60歳のラブレター 絆                                                                | 息子                                              | 一井久司                                                   | 朗読劇、母役 水谷八重子 |
| 2012 | CHESS in Concert                                                                   | フレディ（主演）                                  | 荻田浩一                                                   | コンサート形式にて上演 |
| 2012 | SAMURAI 7                                                                          | ウキョウ                                          | 岡村俊一                                                   | 再演 |
| 2012 | 銀河英雄伝説 第二章 自由惑星同盟篇                                                 | オリビエ・ポプラン                                | 西田大輔                                                   | |
| 2012 | PROMISES・PROMISES in Concert                                                      | チャック・バグスター（主演）                      | 田尾下哲                                                   | コンサート形式にて上演 |
| 2012 | 宮沢賢治が伝えること                                                               |                                                   | 栗山民也                                                   | シス・カンパニー公演、朗読劇、広末涼子、段田安則と共演 |
| 2012 | TATTOO14                                                                           | スカイ                                            | 小林香                                                     | 日替わりゲスト（5月24日） |
| 2012 | 吉本百年物語6月公演「舶来上等、どうでっか？」                                      | 林弘高（主演）                                    | 湊裕美子                                                   | |
| 2012 | 銀河英雄伝説 撃墜王篇 angel of battlefield                                         | オリビエ・ポプラン（主演）                        | 宇治川まさなり                                             | 劇中歌を作詞・作曲 |
| 2012 | 武士の尾                                                                           | 高田郡兵衛                                        | 市川月乃助                                                 | 朗読劇 |
| 2012 | 星めぐりのうた                                                                     | コウイチ（主演）                                  | 上島雪夫                                                   | 山崎育三郎とW主演、楽曲提供 |
| 2012 | PROMISES・PROMISES                                                                 | チャック・バグスター（主演）                      | 田尾下哲                                                   | 藤岡正明とWキャスト |
| 2013 | ロックオペラ モーツァルト                                                          | モーツァルト（主演） / サリエリ                   | フィリップ・マッキンリー                                   | 山本耕史と2役を交代で演じる |
| 2013 | 銀河英雄伝説 第三章 内乱                                                           | オリビエ・ポプラン                                | 西田大輔                                                   | |
| 2013 | 辻仁成 その後のふたり                                                              | 純哉                                              | 辻仁成                                                     | 朗読劇、相手役 4月8日 内山理名、4月9日 朝海ひかる |
| 2013 | 鷗外の恋人 舞姫                                                                    |                                                   | 一井久司                                                   | 朗読劇 |
| 2013 | TATTOO14                                                                           | スカイ                                            | 小林香                                                     | 日替わりゲスト（7月1日） |
| 2013 | あかい壁の家                                                                       | 凡平（主演）                                      | 渡辺えり                                                   | 劇中曲作曲 |
| 2013 | SONG WRITERS                                                                       | ピーター・フォックス（主演）                      | 岸谷五朗                                                   | 屋良朝幸とW主演 |
| 2013 | CHESS in Concert                                                                   | フレディ（主演）                                  | 荻田浩一                                                   | コンサート形式にて上演、再演 |
| 2014 | 銀河英雄伝説 第四章 後篇 激突                                                      | オリビエ・ポプラン                                | 崔洋一                                                     | |
| 2014 | SHOW-iZM VII ピトレスク                                                            | ジャン・ルイ                                      | 小林香                                                     | |
| 2014 | あの日星は重かった                                                                 | 良輔                                              | 藤井清美                                                   | 朗読劇、小野大輔とW主演 |
| 2014 | 抜目のない未亡人                                                                   | ルネビーフ                                        | 三谷幸喜                                                   | シス・カンパニー公演 |
| 2014 | VAMP 〜魔性のダンサー ローラ・モンテス〜                                           | フランツ・リスト                                  | 岸谷五朗                                                   | |
| 2014 | 綺譚 桜の森の満開の下                                                              | 山賊                                              | 藤間勘十郎                                                 | 朗読劇、三代目市川ぼたん、いいむろなおきと共演 |
| 2014 | FIRST DATE                                                                         | アーロン（主演）                                  | 山田和也                                                   | 新妻聖子とW主演 |
| 2015 | THE SHOW INFECTED“CONNECTION”                                                      |                                                   | 大澄賢也                                                   | |
| 2015 | 奇譚 桜の森の満開の下                                                              | 山賊                                              | 藤間勘十郎                                                 | 朗読劇 |
| 2015 | 特別公演 銀河英雄伝説 星々の軌跡                                                   | オリビエ・ポプラン                                | ヨリコ ジュン                                              | |
| 2015 | リーディング「紙芝居」雨にも負けず、風にも負けず〜心に残る名作三物語               |                                                   | モトイキシゲキ                                             | 朗読劇 |
| 2015 | SONG WRITERS                                                                       | ピーター・フォックス（主演）                      | 岸谷五朗                                                   | 屋良朝幸とW主演、再演 |
| 2015 | CHESS THE MUSICAL                                                                  | フレディ（主演）                                  | 荻田浩一                                                   | ミュージカル形式での日本初演 |
| 2015 | HEADS UP!                                                                          | 劇場さん（熊川義男）                              | ラサール石井                                               | [ 16 ] |
| 2015 | リーディング名作劇場 キミに贈る物語                                                |                                                   | モトイキシゲキ                                             | 朗読劇 |
| 2016 | DNA-SHARAKU                                                                        | 在人                                              | 小林香                                                     | |
| 2016 | スーベニア 〜騒音の歌姫                                                            | ストーリーソングス・テラー                        | モトイキシゲキ                                             | ゲスト出演（2月27日のみ） |
| 2016 | グランドホテル                                                                     | オットー・クリンゲライン（主演）                  | トム・サザーランド                                         | GREENチーム主演 |
| 2016 | REVO2016 SESSION 情熱と生活                                                        |                                                   | 広崎うらん                                                 | 声のみの出演 |
| 2016 | ジャージー・ボーイズ                                                               | フランキー・ヴァリ（主演）                        | 藤田俊太郎                                                 | 日本初演 |
| 2016 | マーダー・バラッド                                                                 | トム（主演）                                      | 上村聡史                                                   | 日本初演 |
| 2017 | フランケンシュタイン                                                               | ビクター・フランケンシュタイン（主演） / ジャック | 板垣恭一                                                   | 日本初演、柿澤勇人とWキャスト |
| 2017 | きみはいい人、チャーリー・ブラウン                                                 | スヌーピー                                        | 小林香                                                     | |
| 2017 | The Carole King Musical「Beautiful 」                                              | バリー・マン                                      | マーク・ブルーニ （日本版演出アドバイザー：上田一豪）      | 日本初演 |
| 2017 | HEADS UP！                                                                         | 熊川義男                                          | ラサール石井                                               | 再演 |
| 2018 | ジャージー・ボーイズ イン コンサート                                               | フランキー・ヴァリ（主演）                        | 藤田俊太郎                                                 | コンサート形式にて上演 |
| 2018 | 銀河鉄道999 40周年記念作品 舞台「銀河鉄道999」〜GALAXY OPERA〜                     | 星野鉄郎（主演）                                  | 児玉明子                                                   | |
| 2018 | LOVE LETTERS                                                                       | アンディ                                          | 藤田俊太郎                                                 | 朗読劇、メリッサ役 知英、LOVE LETTERS 28th Anniversary Special〜青井陽治追悼〜 |
| 2018 | ジャージー・ボーイズ                                                               | フランキー・ヴァリ（主演）                        | 藤田俊太郎                                                 | 再演 |
| 2018 | サムシング・ロッテン!                                                              | ニック（主演）                                    | 福田雄一                                                   | 日本初演 |
| 2019 | 銀河鉄道999 劇場版公開40周年記念作品 舞台「銀河鉄道999」さよならメーテル〜僕の永遠 | 星野鉄郎（主演）                                  | 落石明憲                                                   | 2018年に上演されたGALAXY OPERAの続編 |
| 2019 | 新作ミュージカル「怪人と探偵」                                                     | 怪人二十面相（主演）、安住竜太郎                  | 白井晃                                                     | 加藤和樹とW主演、公演後WOWOWにて放送 |
| 2019 | 朗読活劇Recita Calda「南総里見八犬伝」                                             |                                                   |                                                            | 語り・歌で出演 |
| 2020 | フランケンシュタイン                                                               | ビクター・フランケンシュタイン（主演） / ジャック | 板垣恭一                                                   | 再演、柿澤勇人とWキャスト |
| 2020 | チェーザレ 破壊の創造者                                                            | チェーザレ・ボルジア（主演）                      | 小山ゆうな                                                 | 新型コロナウイルスの影響により全公演中止→ 「中川晃教コンサート2020 feat.ミュージカル『チェーザレ 破壊の創造者』」として、本作に出演予定だったキャスト数名をゲストに迎え、作中で披露予定だった楽曲の一部と中川のオリジナル楽曲のコンサートを上演 |
| 2020 | ジャージー・ボーイズ                                                               | フランキー・ヴァリ（主演）                        | 藤田俊太郎                                                 | 再演、新型コロナウイルスの影響により全公演中止→コンサート形式に切り替えて上演 |
| 2020 | SHOW-ISMS                                                                          | D.D.、ジャン・ルイ                                | 小林香                                                     | コンサート、『Underground Parade』『ピトレスク』等の楽曲を歌唱 |
| 2020 | The Carole King Musical「Beautiful 」                                              | バリー・マン                                      | オリジナル演出：マーク・ブルーニ、演出リステージ：上田一豪 | 再演 |
| 2021 | きみはいい人、チャーリー・ブラウン                                                 | スヌーピー                                        | 小林香                                                     | 再演 |
| 2021 | SCORE!! 〜Musical High School〜                                                    | アッキー先生（座長）                              | 宮下康仁                                                   | 芝居と歌を織り交ぜたコンサート |
| 2021 | ミュージカル『DEVIL』 Japanプレビューコンサートver.                                | X-WHITE（主演）                                   | 広崎うらん                                                 | コンサート形式にて上演、小西遼生とW主演 |
| 2022 | CROSS ROAD〜悪魔のヴァイオリニスト パガニーニ〜                                    | アムドゥスキアス（主演）                          | 藤沢文翁                                                   | パガニーニ役の相葉裕樹、水江建太(Wキャスト)と共に主演 |
| 2022 | ジャージー・ボーイズ                                                               | フランキー・ヴァリ（主演）                        | 藤田俊太郎                                                 | 再演、花村想太とWキャスト |
| 2022 | 銀河鉄道999 THE MUSICAL                                                            | 星野鉄郎（主演）                                  | 小山ゆうな                                                 | [ 21 ] |
| 2023 | ミュージカル『DEVIL』                                                              | X-WHITE（主演）                                   | 荻田浩一                                                   | マイケル・K・リーとWキャスト |
| 2024 | CROSS ROAD〜悪魔のヴァイオリニスト パガニーニ〜                                    | アムドゥスキアス（主演）                          | 末永陽一                                                   | 再演 パガニーニ役の相葉裕樹、木内健人(Wキャスト)と共に主演 |
| 2025 | フランケンシュタイン                                                               | ビクター・フランケンシュタイン / ジャック（主演） | 板垣恭一                                                   | 再演 小林亮太とWキャスト |
| 2025 | ジャージー・ボーイズ                                                               | フランキー・ヴァリ（主演）                        | 藤田俊太郎                                                 | 再演 |
| 2025 | サムシング・ロッテン!                                                              | ニック（主演）                                    | 福田雄一                                                   | 再演 |

### テレビドラマ
- NHK金曜ドラマ 「コンカツ・リカツ」（2009年4月 - 5月、NHK） - 加山省吾 役
- NHK大河ドラマ 「天地人」（2009年、NHK） - 徳川秀忠 役
- 放送90年 大河ファンタジー「精霊の守り人」最終章（2017年11月 - 2018年1月、NHK） - ラダール 役[25]
- 青春ミュージカルコメディ oddboys（2024年6月 - 8月、テレビ東京） - 吉良龍之丞 役[26]

### その他のテレビ番組
- ミュージックステーション（2001年8月31日、2001年11月9日、テレビ朝日）
- HEY!HEY!HEY! MUSIC CHAMP（2001年9月10日、フジテレビ）
- うたばん（2001年9月13日、2001年12月6日、2002年5月30日、TBS）
- ミュージックフェア（2001年10月20日、2002年5月11日、2017年9月2日、2018年5月12日、2020年7月18日、2021年7月3日[27]、フジテレビ）
- GO!GO!ランチBOX （2009年7月 - 9月、CSフーディーズTV）
- おはなしのくに「おしいれのぼうけん」（2010年4月 - 5月、NHK教育） - 語り手
- コントの劇場 〜The Actors' Comedy〜（2013年9月27日、NHKBSプレミアム）
- ごごナマ（2017年4月19日、NHK総合） - ゲスト出演
- 福田雄一 × 井上芳雄 「グリーン＆ブラックス」（2017年4月29日 - 、WOWOW） - 不定期出演
- NEWSICAL（2017年12月25日、フジテレビ） - NEWSメンバーの小山慶一郎を歌唱指導
- こころの歌人たち - 司会、歌唱
  - 第1回「都倉俊一 特集」（2018年9月30日、NHK BSプレミアム（9月3日 釜石市民ホール TETTO ホールAで開催されたものを収録して放送））[28][29]
  - 第2回「阿木燿子 特集」（2019年3月17日、NHK BSプレミアム）
  - 第3回「こころの歌人たちスペシャル〜歌よ未来へ〜」（2019年12月1日、NHK BSプレミアム （9月24日 東京・渋谷 NHKホール で開催されたものを収録して放送））
- FNS歌謡祭（2018年12月12日[30][31]、2019年12月11日[32]、2020年12月9日、フジテレビ）
- プリンスロード （テレ朝チャンネル1）
  - VOL.1（2019年3月23日）
    - 舞台「銀河鉄道999」インタビュー

  - VOL.2（2019年8月25日）
    - ミュージカル「怪人と探偵」インタビュー

  - VOL.3（2020年1月12日）
    - 番組の大枠で、中川のプロフィールを紹介しながら自身の特集がされた。中川と親交の深い加藤和樹もゲスト出演し、ミニコーナーやデュエット、またそれぞれソロでの歌唱も披露。ミュージカル「チェーザレ 破壊の創造者」に出演予定だった共演者もゲスト出演。[33]

  - VOL.4 （2020年5月17日）
    - 番組放送1周年記念お祝いコメント
- おんがく交差点（2019年10月12日、BSテレ東）[34]
- 人生イロイロ超会議（2019年10月21日、TBS）[35]
- 中川晃教 Live Music Studio（日テレプラス） - ナビゲーター[36]
  - ＃1（2020年9月27日 - ゲスト：加藤和樹）
  - ＃2（2020年11月6日 - ゲスト：武田真治）
  - ＃3（2021年2月26日 - ゲスト：小池徹平）
  - ＃4（2021年5月30日 - ゲスト：藤澤ノリマサ）
  - ＃5（2021年8月1日 - ゲスト：井上芳雄）
- アカデミーナイトG（2021年7月1日、TBS）
- オールナイトフジコ（2023年6月3日、フジテレビ）[37]
- 高見沢俊彦の美味しい音楽 美しいメシ（2025年3月7日、BS朝日）[38][39]

### ラジオ
- FROM-S 中川晃教ドゥビデバビデドゥー （FM仙台、2002年4月 - 2005年3月） - 水曜レギュラーパーソナリティ
- Matsuzakaya Fineness ENTERTAINMENT（FM愛知、2007年10月 - 2008年4月） - 土曜レギュラーパーソナリティ[40]
- 夜のプレイリスト （NHK-FM、2021年5月24日 - 28日） - パーソナリティー

### ラジオドラマ
- FMシアター（NHK-FM）
  - 「東京 Voice」（2011年1月8日） - 松田優 役[41]
  - 「夜市」（2015年10月24日） - 往住裕司 役[42]
  - 「ドライビング・レコード」（2019年6月15日） - 緑原 役[43]
- 第1回 劇ラヂ！ライブ 「想い彩り」（2012年5月4日、NHKラジオ第1）[44]
- 青春アドベンチャー（NHK-FM）
  - 「髑髏城の花嫁」（2013年1月21日 - 2月1日） - クレアモント少尉 役[45]
  - 「1492年のマリア」（2016年6月27日 - 7月8日） - 主演・アロンソ・デ・トーレス 役[46]
  - 「また、桜の国で」（2017年8月28日 - 9月15日） - レイ 役[47]
  - 「ハプスブルクの宝剣」（2020年3月9日 - 4月3日） - 主演・エリヤーフー（エドゥアルト） 役[48]
  - 「影をなくした男」（2024年2月5日 - 9日） - 主演・ペーター・シュレミール 役[49]

### 映画
- ゲキ×シネ SHIROH（2005年8月20日公開）
- 恋するヴァンパイア（2015年4月17日公開）

### イベント
- ルツェルン・フェスティバル・アーク・ノヴァ 2015 in 福島「中川晃教による中高生のためのミュージカル・ワークショップ」（2015年10月31日）- 飯山学習センター
- Act Against AIDS 2016 「THE VARIETY 24」 〜魂の俳優大熱唱！助けてミュージシャン！〜 (2016年12月1日) - 日本武道館[50]
  - Act Against Anything VOL.1「THE VARIETY 27」※配信（2020年12月1日）
- オリンピックコンサート2017(2017年6月9日) - 東京国際フォーラム ホールA
- ドリーム・キャラバン 2023 with シンフォニック・ジャズ・オーケストラ（2024年1月14日） - 岡山シンフォニーホール[51]
- Songwriters'SHOWCASE（2024年12月18日） - シアタークリエ[52]
- CONCERT「THE BEST New HISTORY COMING」（2025年2月21日・22日） - 帝国劇場[53][54]

## 書籍

### 雑誌
- オレンジページ「男が作る コレ 食べて!」(2005年 - 2010年)連載終了
- オレンジページ「レシピの王子様」 (2010年 - 2011年)連載終了

### その他
- 中川晃教フォトエッセイ集『夢游人』（2005年、東京ニュース通信社）
- Actor's Mind 気鋭のミュージカル俳優たち（2016年8月　徳間書店トリックスター編集部：ISBN 978-4-19-864228-0）

## タイアップ一覧
| 曲名                            | タイアップ                                                                              |
| ------------------------------- | --------------------------------------------------------------------------------------- |
| I WILL GET YOUR KISS            | TBSドラマ『マリア』主題歌                                                               |
| フタツ、ヒトツ Futa-tu ,Hito-tu | NTTドコモ東北 CMソング                                                                  |
| I say good-bye                  | テレビ朝日ドラマ『最後の家族』主題歌                                                    |
| この世界より大きく 小さな愛     | 仙台進学プラザ仙台個別指導学院 CMソング                                                 |
| White Shiny Street              | アクセサリーブランド「White Trash Charms」 CMソング                                     |
| 夜明けのセレナーデ              | NHK北海道「ほくほくテレビ」 テーマソング                                                |
| マタドール                      | TBS系TV「サンデージャポン」 エンディングテーマ                                          |
|                                 | 2016年宝塚歌劇星組『こうもり/THE ENTERTAINER！』にて使用される                          |
| セルの恋                        | NHK「みんなのうた」                                                                     |
| 愛したあなた                    | 舞台『LOVE×HOTEL恋愛ホテル』イメージソング                                              |
| BLUE DREAM                      | 吉村作治の早大エジプト発掘40年展 オフィシャルソング                                     |
| 終らないクリスマス              | 大丸・松坂屋 Christmasキャンペーンソング                                                |
| FLY                             | 小西酒造 CMソング                                                                       |
| 疾風怒濤 〜交響曲第25番より〜   | Eテレアニメ「クラシカロイド」第20話 挿入歌（ムジーク）/ エンディングテーマ              |
| 光の旅人 〜交響曲第40番より〜   | Eテレアニメ「クラシカロイド」第2シリーズ 第24話 挿入歌（ムジーク） / エンディングテーマ |

## 受賞歴
- 第34回日本有線大賞 新人賞 - 「I WILL GET YOUR KISS」
- 第57回文化庁芸術祭賞 演劇部門新人賞 - モーツァルト!
- 第10回読売演劇大賞 優秀男優賞 - モーツァルト!
- 第10回読売演劇大賞 杉村春子賞 - モーツァルト!
- ADLIB誌(スイングジャーナル社)モストブライティストホープ最優秀新人賞
- 第24回読売演劇大賞 最優秀男優賞 - ジャージー・ボーイズ
- 第42回菊田一夫演劇賞 演劇賞 （ミュージカル「ジャージー・ボーイズ」におけるフランキー・ヴァリ役の演技に対して）[55]
- 第1回 フランチャコルタ イタリア アワード 受賞